# SMS Sankt Georg

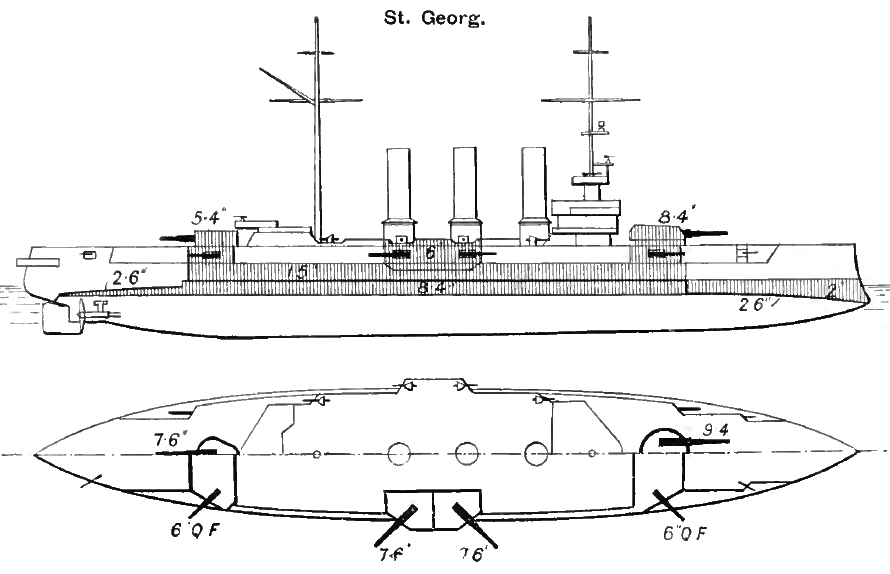
Uproszczony schemat uzbrojenia i opancerzenia „Sankt Georga”

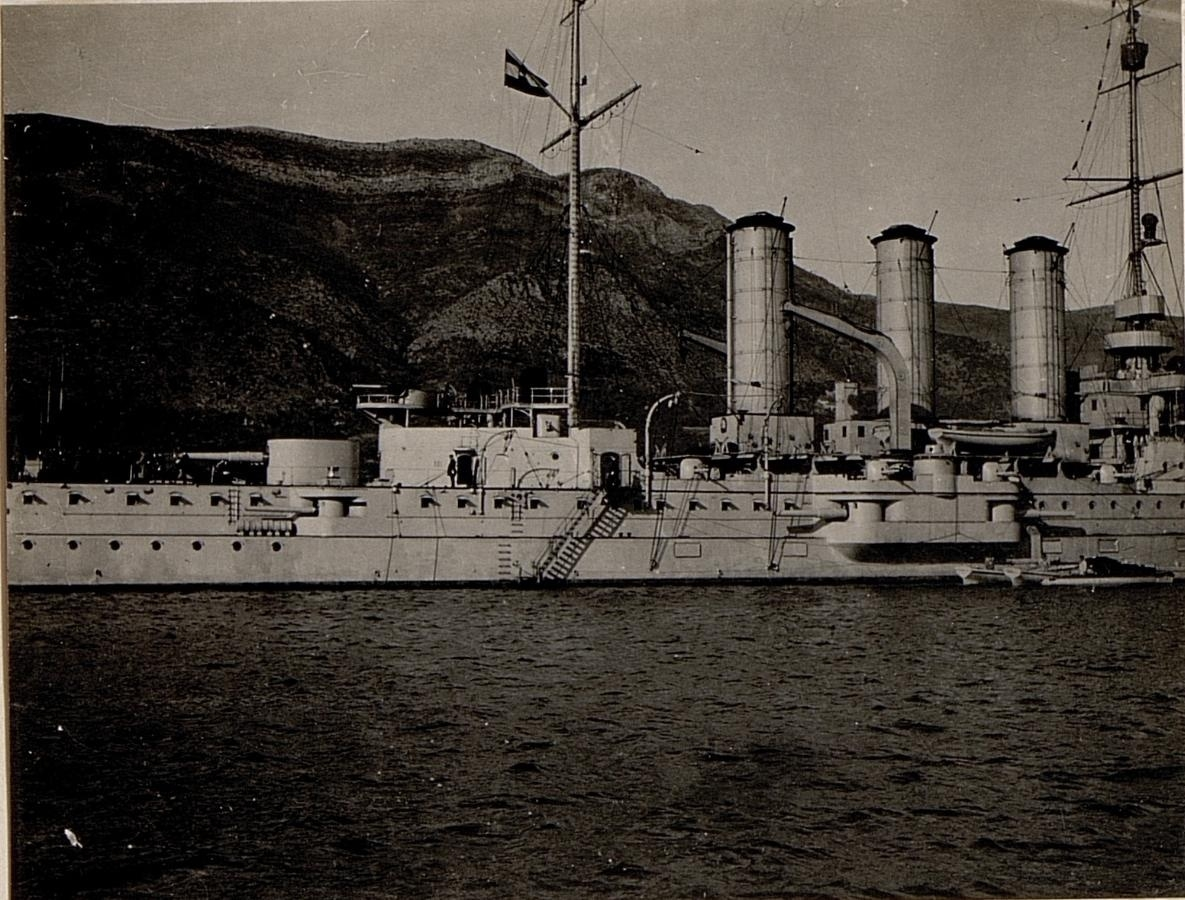
Śródokręcie

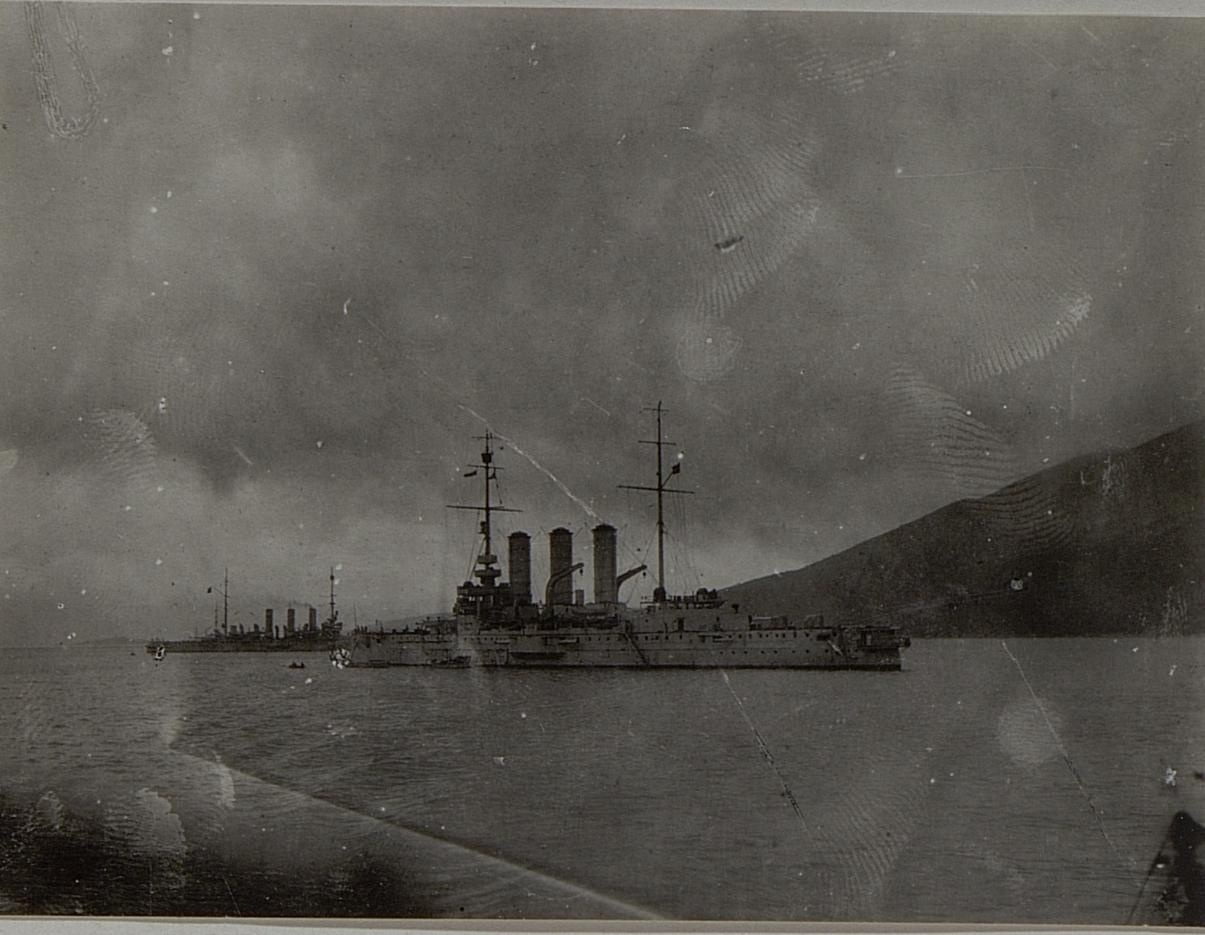
„Sankt Georg” (w głębi SMS „Kaiser Karl VI” (2))

SMS Sankt Georg – krążownik pancerny z początku XX wieku w służbie Kaiserliche und Königliche Kriegsmarine, jedyny okręt swojego typu. Służył podczas I wojny światowej, jednak nie był intensywnie wykorzystywany bojowo. Brał udział w ostrzale artyleryjskim celów we Włoszech i uczestniczył w kilku nieskutecznych akcjach bojowych. Po likwidacji marynarki wojennej Austro-Węgier przyznany został Wielkiej Brytanii i złomowany po 1920 roku.

## Budowa
SMS „Sankt Georg” (Święty Jerzy) był ostatnim i najsilniejszym okrętem klasy krążowników pancernych zbudowanym dla marynarki Austro-Węgier. Stanowił dalsze stadium rozwoju austro-węgierskich okrętów tej klasy, będąc bezpośrednim powiększonym rozwinięciem konstrukcji krążownika „Kaiser Karl VI”. Wprowadził artylerię główną dwóch kalibrów, podobnie, jak zbudowane nieco wcześniej krążowniki pancerne typu „Garibaldi” potencjalnego przeciwnika – Włoch. Artyleria taka składała się z nielicznych dział największego kalibru do walki z silnie opancerzonymi okrętami (na krążownikach omawianych typów zgrupowane były na dziobie, dla celów pościgowych) oraz liczniejszych dział drugiego, mniejszego kalibru (190–203 mm), a ponadto z artylerii średniej (kalibru typowo 150 mm) i artylerii pomocniczej. Unikalną cechą „Sankt Georga” było wysoce różnorodne i nietypowo rozmieszczone uzbrojenie, z dwoma działami 238 mm (24 cm) w wieży na dziobie i jednym działem 190 mm w znacznie mniejszej wieży na rufie, dalszymi czterema działami 190 mm w kazamatach, nieliczną artylerią średnią w postaci czterech dział 150 mm w kazamatach oraz artylerią pomocniczą składającą się z nowo wprowadzonych dział 66 mm (7 cm) i dział 47 mm.
Stępkę pod budowę okrętu położono 11 marca 1901 roku w krytym doku Arsenału Morskiego (Marinearsenal) w Poli. Na etapie budowy oznaczony był jako „Panzerkreuzer E” (krążownik pancerny E) lub „Ersatz Radetzky” (dla zamiany fregaty SMS „Radetzky”). 8 grudnia 1903 roku wodowano kadłub (według starszych publikacji wodowano go 8 lutego 1903 roku). Niedługo wcześniej nadano mu nazwę „Sankt Georg”, wybraną przez cesarza Franciszka Józefa, pomimo sugestii nazwania okrętu od imienia członka dynastii panującej, tak jak wcześniejszych krążowników pancernych. Dopiero 31 lipca 1905 roku okręt wszedł do służby. Koszt budowy wyniósł 18 077 945 koron.

## Opis
„Sankt Georg” miał typową architekturę dla krążowników pancernych tego okresu. Kadłub był gładkopokładowy, z taranową dziobnicą. Na samej rufie była tzw. galeryjka admiralska. Na pokładzie dziobowym znajdowała się dwudziałowa wieża dział 238 mm, a na rufowym – pojedyncza wieża działa 190 mm. Za wieżą dziobową była nadbudówka na całą szerokość kadłuba, dalej na śródokręciu trzy proste wysokie kominy i za nimi niższa nadbudówka rufowa. Pośrodku długości kadłuba na burtach były kazamaty dla par dział 190 mm, skierowanych do przodu i do tyłu. Kazamaty 4 dział 150 mm znajdowały się na burtach, na wysokości wież artylerii na dziobie i rufie (mogły strzelać na boki oraz, odpowiednio, na wprost w kierunku dziobu lub rufy, dzięki wcięciu burt). Osiem dział 66 mm z maskami przeciwodłamkowymi znajdowało się na stanowiskach na pokładzie – na śródokręciu, za niską falszburtą, po cztery na burtę (cztery z nich były nad kazamatami dział 190 mm). Dziewiąte działo tego typu, zamienione w 1916 roku na przeciwlotnicze, znajdowało się na nadbudówce rufowej, w osi okrętu. Sylwetkę okrętu uzupełniały dwa maszty, w tym maszt na nadbudówce dziobowej, wyposażony w platformy. Po bokach drugiego i trzeciego komina były składowane łodzie i znajdowały się tam dwa duże dźwigi, o wygiętym ramieniu (odróżniające okręt od „Kaisera Karla VI”, nie posiadającego dźwigów).

## Służba
W początkowym okresie służby okręt kilkakrotnie pływał na wschodnie Morze Śródziemne, odwiedzając okoliczne porty. Już wkrótce po wejściu do służby, wszedł w Pireusie w skład międzynarodowej eskadry, która w dniach od 26 listopada do 17 grudnia 1905 roku dokonała demonstracji siły wobec Turcji, wysadzając oddziały na wyspach Mytilene i Lemnos. Między kwietniem a lipcem 1907 roku „Sankt Georg” z krążownikiem SMS „Aspern” odbył rejs do USA, odwiedzając Nowy Jork i biorąc udział w paradzie na Hampton Roads w czerwcu z okazji 300-lecia założenia Jamestown. Między 18 grudnia 1908 a 31 maja 1911 roku był odstawiony do Eskadry Rezerwowej (w miejsce krążownika „Kaiser Karl VI”). W kolejnych latach uczestniczył w licznych manewrach, ćwiczeniach i przeglądach floty austro-węgierskiej. W 1913 roku brał udział w międzynarodowej demonstracji siły przeciw Czarnogórze, usiłującej zająć albański port Skutari – między 18 sierpnia a 7 listopada, w składzie międzynarodowej eskadry, blokował ujście rzeki Bojany (zmieniony później przez SMS „Aspern”).
W chwili wybuchu I wojny światowej „Sankt Georg” był okrętem flagowym Flotylli Krążowników. 7 sierpnia 1914 roku w składzie sił głównych floty wyszedł na Adriatyk naprzeciw ściganym przez flotę brytyjską niemieckim okrętom SMS „Goeben” i SMS „Breslau”, lecz akcja została odwołana z powodu zmiany planów Niemców. Z powodu warunków działania na Adriatyku, ciężkie okręty austro-węgierskie, w tym „Sankt Georg”, nie były intensywnie wykorzystywane bojowo. 24 maja 1915 roku „Sankt Georg” ostrzeliwał mosty kolejowe w Rimini we Włoszech (8 pocisków 238 mm, 10 – 190 mm, 2 – 150 mm), ponownie 18 czerwca ostrzelał Rimini i Pesaro (z krążownikiem SMS „Szigetvár”). W dniach 2–4 lutego 1916 roku z krążownikiem SMS „Helgoland” ostrzeliwał San Vito i Ortonę we Włoszech (10 pocisków 238 mm, 31 – 190 mm, 50 – 150 mm, 98 – 66 mm). 29 sierpnia 1916 roku wziął udział w bezskutecznym rajdzie pod Brindisi, mającym na celu wywabienie floty włoskiej przed oczekujące okręty podwodne. 15 maja 1917 roku wyszedł z 4 torpedowcami i 2 niszczycielami w celu wsparcia grupy krążownika SMS „Novara” po bitwie w Cieśninie Otranto, z którą połączył się o godz. 12.25.
W dniach 1–3 lutego 1918 roku załoga „Sankt Georga” stojącego w Boce Kotorskiej wzięła udział w rewolucyjnym wystąpieniu marynarzy, wywieszając czerwoną flagę, zabijając I oficera (którym był kmdr por. Egon Ritter Zipperer von Arbach), więżąc innych oficerów i przedkładając petycję „Czego chcemy”. Bunt opanowano, a wśród jego czterech prowodyrów rozstrzelanych 11 lutego, znalazło się dwóch marynarzy z krążownika (Anton Grabar i Jerko Sisgorič). 14 marca krążownik na krótko przekształcono w hulk sztabowy dla nowo utworzonego stanowiska admirała w dyspozycji Głównodowodzącego. 6 kwietnia 1918 roku okręt jednak wycofano ze służby bojowej, a od 9 kwietnia stał się okrętem-bazą okrętów podwodnych w Teodo (po pancerniku obrony wybrzeża „Monarch”). Po zakończeniu wojny i likwidacji marynarki Austro-Węgier, został w styczniu 1920 roku przez Komisję Morską w Paryżu przyznany Wielkiej Brytanii, po czym sprzedany przez nią na złom włoskiej firmie w Tarencie.
W 2005 roku Austria wypuściła srebrną monetę pamiątkową 20 euro z serii „Austria na morzach”, upamiętniającą wizytę „Sankt Georga” w Stanach Zjednoczonych, a na rewersie – budowę okrętu.

## Dane techniczne
Napęd:
- 2 pionowe 4-cylindrowe maszyny parowe potrójnego rozprężania (VTE) o łącznej mocy maks. 14 860 KM (moc projektowa 15 000 KM)
- 12 kotłów wodnorurkowych dwupaleniskowych typu Yarow, ciśnienie 21 at
- 2 śruby trzypiórowe, średnica 488 cm
- zapas paliwa: 1103 t węgla lub 908,8 t brykietów węglowych

Uzbrojenie:
- 2 działa 238 mm[8] (nominalnie 24 cm) w wieży na dziobie (1 x II)
  - długość lufy L/40 (40 kalibrów); masa pocisku 229 kg, donośność 16,4 km, szybkostrzelność do 2,5 strz./min[1];
  - kąt podniesienia -4º +20º, zapas amunicji: 80 pocisków na działo[3]
- 5 dział 190 mm Skoda w wieży na rufie i kazamatach (5 x I)
  - długość lufy L/42; masa pocisku 97 kg, donośność ok. 20 km, szybkostrzelność do 3 strz./min[8],
  - kąt podniesienia -5º +15º; zapas amunicji: 130 pocisków na działo[3]
- 4 działa 149 mm[8] (nominalnie 15 cm) w kazamatach (4 x I)
  - długość lufy L/40; masa pocisku 45,5 kg, donośność do 10 km[1];
  - kąt podniesienia -6º +20º, zapas amunicji: 132 pociski na działo[3]
- 9 dział 66 mm (nominalnie 7 cm)[8] w stanowiskach z maskami przeciwodłamkowymi (9 x I) (8 od 1916 r.)
  - długość lufy L/45; kąt podniesienia -10º +20º; zapas amunicji: 400 pocisków na działo[3]
- 1 działo przeciwlotnicze 66 mm K10 (nominalnie 7 cm) (od 1916 r.)[3]
  - długość lufy L/50; kąt podniesienia -5º +90º[8]
- 8 dział 47 mm Skoda (8 x I)
  - długość lufy L/44; zapas amunicji: 500 pocisków na działo
- 2 działa 47 mm Skoda
  - długość lufy L/33; zapas amunicji: 450 pocisków na działo
- 2 karabiny maszynowe 8 mm (po 4000 nabojów)
- 2 podwodne stałe wyrzutnie torped 450 mm (2 x I), 6 torped
- 2 działa desantowe 70 mm (na kutrach)
  - długość lufy L/18; zapas amunicji: 114 pocisków na działo

Opancerzenie:
- pionowe (stal Kruppa[9]):
  - główny burtowy pas pancerny: 210 mm[10]
  - górny pas pancerny: 165 mm[10]
  - grodzie cytadeli: 190 mm
- pokład pancerny:
  - na dziobie 60 mm (30 + 30)
  - na śródokręciu 36 mm (18 + 18)
  - na rufie 45 mm
- artyleria:
  - barbeta dział 238 mm: 210 mm
  - wieża dział 238 mm: 200–165 mm (od góry 50 mm)
  - wieża dział 190 mm: 137 mm[11]
  - kazamaty dział 190 mm: 152 mm[11]
  - kazamaty dział 150 mm: 150 mm
- stanowisko dowodzenia: 200–125 mm

Wyposażenie:
- 6 reflektorów średnicy 60 cm
- 2 reflektory średnicy 35 cm na kutrach